# 台新綜合證券
台新綜合證券股份有限公司（英語：Taishin Securities），簡稱「台新證券」，是台灣的證券公司，屬於台新金控的成員。該公司前身為成立於1990年的東興證券，當時的主要股東為東南水泥等位於大高雄地區的公司。
2009年，台新金控為彌補將台証證券賣給凱基證券後缺少的證券業務，以新台幣11.46億元買下東興證券，並於2010年4月9日完成併購，同年4月14日正式更名為台新綜合證券。
2025年7月24日「台新新光金控公司」成立後預計2026年3月合併元富證券。

## 沿革
- 2010年4月由東興證券更名為台新綜合證券。
- 2017年3月13日決定以42.3億元併購大眾證券，同年8月28日完成合併[5]，大眾證券成為消滅公司。[6][7][8][9]
- 2017年8月14日，台新證券網路下單系統遭受駭客以DDOS方式攻擊，讓下單系統變遲緩，此為台新證券本年度第二次發生同類的狀況，同集團的大眾證券也發生相同情況，但其防護系統直接擋掉攻擊，交易系統未受影響[10]。
- 2022年5月27日董事會通過籌設子公司台新期貨，以增加多元化收入來源[11]。

## 外部連結
- 台新綜合證券 （页面存档备份，存于）